# Sundstjärnen, Jämtland
Sundstjärnen är en sjö i Östersunds kommun i Jämtland och ingår i Indalsälvens huvudavrinningsområde.